# Coupe d'Irlande de football 1884-1885
Navigation
Édition précédente Édition suivante
La coupe d'Irlande de football 1884-1885 est la cinquième édition de la Coupe d'Irlande de football (en anglais Irish Cup) devenue par la suite la Coupe d'Irlande du Nord de football. 
La compétition s'organise par matchs éliminatoires joués sur le terrain du premier club tiré au sort. Si les deux équipes ne peuvent se départager au terme du temps réglementaire, un match d'appui est joué. 
La compétition est remportée pour la deuxième fois consécutivement par le Distillery Football Club. Le club de Belfast remporte la finale contre Alexander Limavady sur le score de 2 buts à 0.

## Premiers tours
Les résultats sont inconnus.

## Demi-finales
| Club recevant      | Score | Club visiteur              | Date |
| ------------------ | ----- | -------------------------- | ---- |
| Alexander Limavady | 2-1   | Cliftonville Football Club |      |

Distillery Football Club est exempté de ce tour et donc directement qualifié pour la finale.

## Finale
| Finale       | Distillery Football Club | 2-0 | Alexander Limavady | Ulster Cricket Ground |                     |
| 21 mars 1885 |                          |     |                    | Spectateurs : 2 000   | Spectateurs : 2 000 |